# Glikl bas Judah Leib
Glikl bas Judah Leib eller Glückel från Hameln, född 1646, död 1724, var en tysk affärsidkare och dagboksförfattare.  Hon skötte ett stort affärsföretag efter sin makes död 1689. Hon är känd som författare av en berömd dagbok som blivit publicerad, och är den enda kvinnliga judiska dagboksförfattaren på Jiddisch före modern tid. 